# حرائق غابات أريزونا 2020
حرائق غابات أريزونا 2020 كانت سلسلة من حرائق الغابات التي اندلعت في جميع أنحاء ولاية أريزونا في الولايات المتحدة. الموسم جزء من موسم حرائق الغابات في غرب الولايات المتحدة 2020. مع 2520 حريقًا اشتعلت في 978.519 فدانًا (395993 هكتارًا) من الأراضي، كان هذا أكبر موسم حرائق غابات في ولاية أريزونا منذ عام 2011. تحدث حرائق الغابات على مدار العام في الولاية ولكنها أكثر عددًا وعادة ما تحرق أكبر مساحات من الأرض خلال فصلي الربيع والصيف. عادةً ما يبدأ موسم الحرائق في الجنوب الغربي من شهر مايو، عندما تكون الظروف عاصفة وحارة وجافة حتى منتصف يوليو عندما تزود الرياح الموسمية في أمريكا الشمالية المنطقة بهطول الأمطار لإبطاء نشاط الحرائق.
بحلول نهاية العام حدث أكثر من خمسين حريقاً بخسائر أكبر من 1000 فدان (400 هكتار) داخل الولاية. ومع ذلك فإن أبرز حرائق هذا الموسم هو حريق أوكوتيلو أحرق 980 فدانًا (400 هكتار) على مدار أربعة أيام وهدد بلدة كايف كريك. دمر 20 مبنى منها 8 منازل.

## النظرة المبكرة
في أبريل توقعت وزارة الغابات وإدارة الحرائق في أريزونا موسم حرائق «يحتمل أن يكون نشطًا» يذكرنا بموسم 2019. من المتوقع أن تساهم زيادة حمل العشب الناتج عن فصل الشتاء الرطب في زيادة مخاطر نشوب حريق في صحارى وسط أريزونا. توقع مركز التنسيق الجنوبي الغربي للخدمات التنبؤية مخاطر أعلى من المعتاد لحرائق برية كبيرة من مايو حتى يوليو لمعظم ولاية أريزونا (باستثناء هضبة كولورادو)، مع احتمال عودة الحريق إلى الوضع الطبيعي بحلول أغسطس مع وصول الرياح الموسمية ذات المناخ المتوسط. وأشاروا إلى تحميل وقود أعلى من المعتاد في صحاري جنوب أريزونا ونمط طقس نشط حتى منتصف يونيو لدعم هذا الخطر. تحطمت مروحية تابعة لإدارة الإطفاء أثناء إحضار الإمدادات لرجال الإطفاء، مما أسفر عن مقتل الطيار.